# Jákup Dahl
Jákup Dahl vagy Jacob Dahl (Vágur, 1878. június 5. – 1944. június 5.) feröeri evangélikus esperes, bibliafordító.

## Pályafutása
Egy helyi kereskedő fiaként született Vágurban. 1893-ban, 15 évesen Tórshavnba ment tanulni a tanárképző főiskolára (Føroya Læraraskúli). 1897-ben Dániába ment, ahol előbb főiskolai tanulmányokat folytatott, majd a Koppenhágai Egyetemen teológiát végzett 1905-ben.
1907–től 1908-ig a dániai Karise népfőiskolán tanított, majd visszatért Feröerre, ahol a tórshavni reáliskola és tanárképző tanára lett. Ebben az időben tilos volt az iskolákban az anyanyelvi tanítás, de Dahl a tilalom ellenére is feröeri nyelven tanított, amíg 1912-ben fel nem adta tanári állását.
Ebben az évben lett a tórshavni egyházközség lelkésze, 1918-ban pedig Feröer esperese; ez utóbbi tisztségét 1944-es haláláig viselte.
Dahl fiatal korától fogva részt vett az új nemzeti mozgalomban. Számos más lelkészhez – köztük diákkori barátjához és az esperességben elődjéhez, Andrias Christian Evensenhez – hasonlóan a feröeri nyelvű liturgia támogatója volt. Jóllehet 1918–1919-ben lefordította a szertartások szövegét, a politikai viták miatt ezek kinyomtatására 1929-ig, jóváhagyására pedig 1930-ig várni kellett. 1921-ben lefordította az Ószövetségből A zsoltárok könyvét. Hozzáfogott az Újszövetség görögből való lefordításához is, amelyet füzetekben jelentetett meg 1923 és 1936 között, majd 1937-ben egészben is kiadta.
Más egyházi és oktatási célú könyvek között lefordította Luther Márton Katekizmusát (1922), Balslev bibliai történeteit (1924) és más műveket is. Ezen kívül írt egy sor himnuszt, és mintegy 70–80-at más nyelvekből is lefordított; ezek mind a feröeri egyházi énekeskönyv részét képezik. 1908-ban nyelvtankönyvet írt iskolások számára, amelyet egészen a közelmúltig használtak.
Egyházi és nyelvészeti művei mellett szekuláris témájú prózai műveket és verseket is írt.